# Torsten Jansen

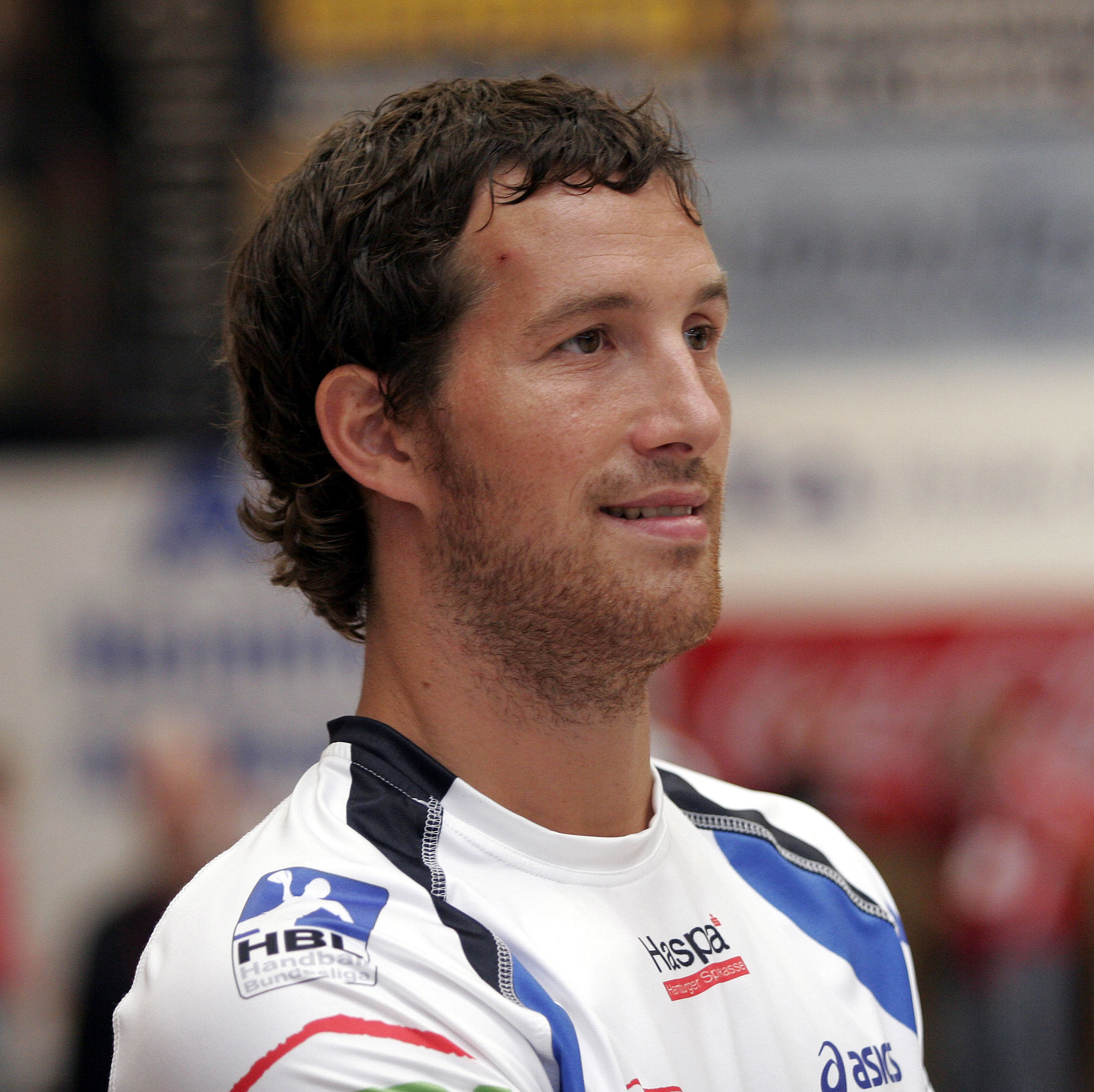
Torsten Jansen som spelare i HSV Hamburg, 2007.

Torsten Jansen, född 23 december 1976 i Adenau, är en tysk handbollstränare och tidigare handbollsspelare (vänstersexa). Han spelade 178 landskamper och gjorde 503 mål får Tysklands landslag, mellan 1999 och 2013. Han ingick bland annat i det tyska lag som tog OS-silver 2004 i Aten.

## Klubbar
Som spelare
- TV Witzhelden (1982–1992)
- Wermelskirchener TV (1992–1994)
- TUSEM Essen (1994–1995)
- SG Solingen (1995–2001)
- HSG Nordhorn (2001–2003)
- HSV Hamburg (2003–2015)
- THW Kiel (2015–2016)
- HSV Hamburg (2016–2017)

Som tränare
- HSV Hamburg (2017–)

## Meriter

### Klubblagsmeriter
- Champions League-mästare 2013 med HSV Hamburg
- Cupvinnarcupmästare 2007 med HSV Hamburg
- Tysk mästare 2011 med HSV Hamburg
- Tysk cupmästare 2006 och 2010 med HSV Hamburg

### Landslagsmeriter
- EM-silver 2002 i Sverige
- EM-guld 2004 i Slovenien
- OS-silver 2004 i Aten
- VM-guld 2007 i Tyskland